# Kokudo-chō

Logo

Die Kokudo-chō (jap. 国土庁, dt. „Behörde für (Staats-)Land“, auch als Ministerium, Behörde oder Amt für Landesplanung oder -entwicklung bezeichnet; engl. Eigenbezeichnung National Land Agency) war eine Behörde der japanischen Regierung, ihr Leiter gehörte als Minister dem Kabinett an. Die Behörde wurde 1972 unter Premierminister Tanaka Kakuei eingerichtet, um Landnutzung, Regionalplanung und Teile des Katastrophenschutzes zu regulieren. Am 6. Januar 2001 wurde sie bei der Umstrukturierung der Zentralregierung in das Kokudo-kōtsū-shō („Ministerium für (Staats-)Land und Verkehr“, englisch Ministerium für Land, Infrastruktur, Verkehr und Tourismus) eingegliedert.

## Minister (国土庁長官,kokudochō-chōkan)
| #  | Name                            | Kabinett                        | Amtsantritt   | Partei                       |
| -- | ------------------------------- | ------------------------------- | ------------- | ---------------------------- |
| 1  | Nishimura Eiichi                | Tanaka II (1. Umbildung)        | 26. Jun. 1974 | Liberaldemokratische Partei  |
| 2  | Niwa Hyōsuke                    | Tanaka II (2. Umbildung)        | 11. Nov. 1974 | Liberaldemokratische Partei  |
| 3  | Kanemaru Shin                   | Miki                            | 9. Dez. 1974  | Liberaldemokratische Partei  |
| 4  | Amano Kōsei                     | Miki (Umbildung)                | 15. Sep. 1976 | Liberaldemokratische Partei  |
| 5  | Tazawa Kichirō                  | Fukuda                          | 24. Dez. 1976 | Liberaldemokratische Partei  |
| 6  | Sakurauchi Yoshio               | Fukuda (Umbildung)              | 28. Nov. 1977 | Liberaldemokratische Partei  |
| 7  | Nakano Shirō                    | Ōhira I                         | 7. Dez. 1978  | Liberaldemokratische Partei  |
| 8  | Sonoda Kiyomitsu                | Ōhira II                        | 9. Nov. 1979  | Liberaldemokratische Partei  |
| 9  | Hara Kenzaburō                  | Suzuki                          | 17. Jul. 1980 | Liberaldemokratische Partei  |
| 10 | Matsuno Yukiyasu                | Suzuki (Umbildung)              | 30. Nov. 1981 | Liberaldemokratische Partei  |
| 11 | Katō Mutsuki                    | Nakasone I                      | 27. Nov. 1982 | Liberaldemokratische Partei  |
| 12 | Inamura Sakonshirō              | Nakasone II                     | 27. Dez. 1983 | Liberaldemokratische Partei  |
| 13 | Kawamoto Kakuzō                 | Nakasone II (1. Umbildung)      | 1. Nov. 1984  | Liberaldemokratische Partei  |
| 14 | Yamazaki Heihachirō             | Nakasone II (2. Umbildung)      | 28. Dez. 1985 | Liberaldemokratische Partei  |
| 15 | Watanuki Tamisuke               | Nakasone III                    | 22. Jul. 1986 | Liberaldemokratische Partei  |
| 16 | Okuno Seisuke                   | Takeshita Takeshita (Umbildung) | 6. Nov. 1987  | Liberaldemokratische Partei  |
| 17 | Utsumi Hideo                    | Takeshita Takeshita (Umbildung) | 31. Mai 1988  | Liberaldemokratische Partei  |
| 18 | Nonaka Eiji                     | Uno                             | 3. Jun. 1989  | Liberaldemokratische Partei  |
| 19 | Ishii Hajime                    | Kaifu I                         | 10. Aug. 1989 | Liberaldemokratische Partei  |
| 20 | Satō Moriyoshi                  | Kabinett Kaifu II               | 28. Feb. 1990 | Liberaldemokratische Partei  |
| 21 | Nishida Mamoru                  | Kaifu II (Umbildung)            | 29. Dez. 1990 | Liberaldemokratische Partei  |
| 22 | Tōya Yoshiyuki                  | Miyazawa                        | 5. Nov. 1991  | Liberaldemokratische Partei  |
| 23 | Inoue Takashi                   | Miyazwa (Umbildung)             | 12. Dez. 1992 | Liberaldemokratische Partei  |
| 24 | Uehara Kōsuke                   | Kabinett Hosokawa               | 9. Aug. 1993  | Sozialistische Partei Japans |
| –  | Hata Tsutomu (geschäftsführend) | Hata                            | 28. Apr. 1994 | Erneuerungspartei            |
| 25 | Satō Megumu                     | Hata                            | 28. Apr. 1994 | Erneuerungspartei            |
| 26 | Ozawa Kiyoshi                   | Murayama                        | 30. Jun. 1994 | Liberaldemokratische Partei  |
| 27 | Ikehata Seiichi                 | Murayama (Umbildung)            | 8. Aug. 1995  | Sozialistische Partei Japans |
| 28 | Suzuki Kazumi                   | Hashimoto I                     | 11. Jan. 1996 | Sozialistische Partei Japans |
| 29 | Itō Kōsuke                      | Hashimoto II                    | 7. Nov. 1996  | Liberaldemokratische Partei  |
| 30 | Kamei Hisaoki                   | Hashimoto II (Umbildung)        | 11. Sep. 1997 | Liberaldemokratische Partei  |
| 31 | Yanagisawa Hakuo                | Obuchi                          | 30. Jul. 1998 | Liberaldemokratische Partei  |
| 32 | Inoue Kichio                    | Obuchi                          | 23. Okt. 1998 | Liberaldemokratische Partei  |
| 33 | Sekiya Katsutsugi               | Obuchi (1. Umbildung)           | 14. Jan. 1999 | Liberaldemokratische Partei  |
| 34 | Nakayama Masaaki                | Obuchi (2. Umbildung)           | 5. Okt. 1999  | Liberaldemokratische Partei  |
| 35 | Nakayama Masaaki                | Mori I                          | 5. Apr. 2000  | Liberaldemokratische Partei  |
| 36 | Ōgi Chikage                     | Mori II (Umbildung)             | 4. Jul. 2000  | Konservative Partei          |